# Aquarius/Let the Sunshine In
Aquarius/Let the Sunshine In ist ein Medley von The Fifth Dimension, das sich nach seiner Veröffentlichung im Jahre 1969 zum Millionenseller entwickelte.

## Entstehungsgeschichte
Die erfolgsgewöhnten Fifth Dimension hatten das erstmals am 29. April 1968 am Broadway gestartete Musical Hair im Sommer 1968 gesehen und beschlossen, hieraus den Song Aquarius aufzunehmen. Aber ihr Musikproduzent Dayton Burr „Bones“ Howe empfand Aquarius nicht als kompletten Song, sondern eher als Intro, denn er wurde im Musical als Eröffnungsroutine genutzt. Ziemlich am Schluss des Musicals fiel ihm jedoch ein Song mit dem Titel The Flesh Failures auf, dessen letzte drei Takte aus einem repetitiven „Let the Sunshine In“ bestanden. Howe schlug nunmehr ein Medley von beiden Titeln vor. Das gesamte Musical Hair war von James Rado/Gerome Ragni (Text) und Arthur Terence Galt MacDermot (Musik) geschrieben worden, so auch beide zum Medley zusammengefassten Titel. Die Autoren und ihr Musikverlag mussten ausdrücklich dieser geplanten Zusammenfassung zustimmen. 
Howes Idee, das im mittleren Tempo gehaltene Aquarius mit dem gospelähnlichen Refrain aus The Flesh Failures zu kombinieren, war eine musikalische Herausforderung. Denn Aquarius war, um für den Gesang der Frauen geeignet zu sein, in einer eine Quinte höheren Tonart als Let the Sunshine In, das alle singen sollten. Howes beauftragte den Arrangeur Bob Alcivar, eine Modulation zu komponieren. Er überbrückte sie durch ein Bläserbreak, das auch den Übergang zum Rhythmuswechsel abgrenzte.

## Aufnahmesessions
Das Medley war für die Fifth Dimension-LP The Age of Aquarius gedacht, die zwischen dem 4. September und 10. Dezember 1968 in Hollywood in den Tonstudios von Wally Heider (Studio 3) aufgenommen wurde. Hier entstand die Musikspur für das Medley im Oktober 1968. Ein Teil der angeheuerten Studiomusiker gehörte zur berühmten  Wrecking Crew. Anwesend waren Tommy Tedesco/Dennis Budimir/Mike Deasy/Bill Fulton (Gitarre), Larry Knechtel/Jimmy Rowles/Pete Jolly (Keyboards), Joe Osborn (Bass), Hal Blaine (Schlagzeug, Percussion), Larry Bunker (Congas, Percussion) und Milt Holland (Percussion). Die Geigen- und Bläsersektion stellte The Bill Holman Strings & Brass. Heiders Tonstudio war mit 8-Tonspurtechnik ausgestattet, so dass Spur 1 für die Gitarren vorgesehen war, auf Spur 2 das Piano aufgenommen wurde, auf Track 5 das Schlagzeug, Spur 7 war für die Bassgitarre geplant, die Geigen- und Bläsersektionen kamen auf 6 und 8. Die Tracks 3 und 4 blieben für den Gesang der Fifth Dimension reserviert.

Fifth Dimension - Aquarius/Let the Sunshine In

Die Fifth Dimension befanden sich während jener Zeit in Las Vegas, wo sie für Frank Sinatra die Bühnenshow im Hotel Caesar’s Palace eröffneten. Produzent Howe musste ihren Gesang wegen des engen Terminkalenders der Gruppe in Bill Porters kleinen United Recording Studios in Las Vegas aufnehmen. 
Der Gesangsteil wurde als Spuren 3 und 4 aufgenommen und in Hollywood als Overdub über die Musikspur gelegt. Das Medley aus zwei Songs wurde halbiert und auf 4:49 Minuten zusammengeschnitten, um dem Airplay für die Single gerecht zu werden. Alcivars Aufgabe bestand schließlich im Zusammenfügen und Kürzen beider Titel.

## Text
Der Text des Liedes bezieht sich auf den astrologischen Glauben, dass die Welt bald in das Zeitalter des Wassermanns, ein Zeitalter von Liebe, Licht und Menschlichkeit eintreten würde, im Gegensatz zum vorhergehenden Zeitalters der Fische, die die letzten 2000 Jahre dominierten. Die genauen Bedingungen für den Wechsel wären „When the moon is in the seventh house, and Jupiter aligns with Mars.“ Dieser Wechsel sollte am Ende des 20. Jahrhunderts erfolgen; Astrologen sind sich aber nicht einig, wann genau. Ihre Vorstellungen variieren von 2062 bis 2680. 

## Veröffentlichung und Erfolg
Die Single Aquarius/Let the Sunshine In / Don’tcha Hear Me Callin’ To Ya (Soul City 772) wurde am 8. März 1969 veröffentlicht und gelangte am selben Tag in die US-Hitparade, wo sie sechs Wochen lang an erster Stelle notiert wurde. Es handelte sich um das erste Medley, das zum Nummer-eins-Hit in den US-Charts wurde. Die Goldene Schallplatte wurde am 30. April 1969 verliehen. Mitte Mai 1969 waren bereits zwei Millionen Exemplare verkauft, weltweit bis Ende 1969 insgesamt drei Millionen. Der Titel erhielt Grammys als Platte des Jahres und beste zeitgenössische Gesangsaufnahme einer Gruppe. Von Aquarius oder dem Medley gibt es Coverinfo.de zufolge 79 Coverversionen. Spencer Davis, der Deutsch studiert hatte, brachte 1968 eine deutsche Version unter dem Titel Aquarius – Der Wassermann heraus.